# Holle weg

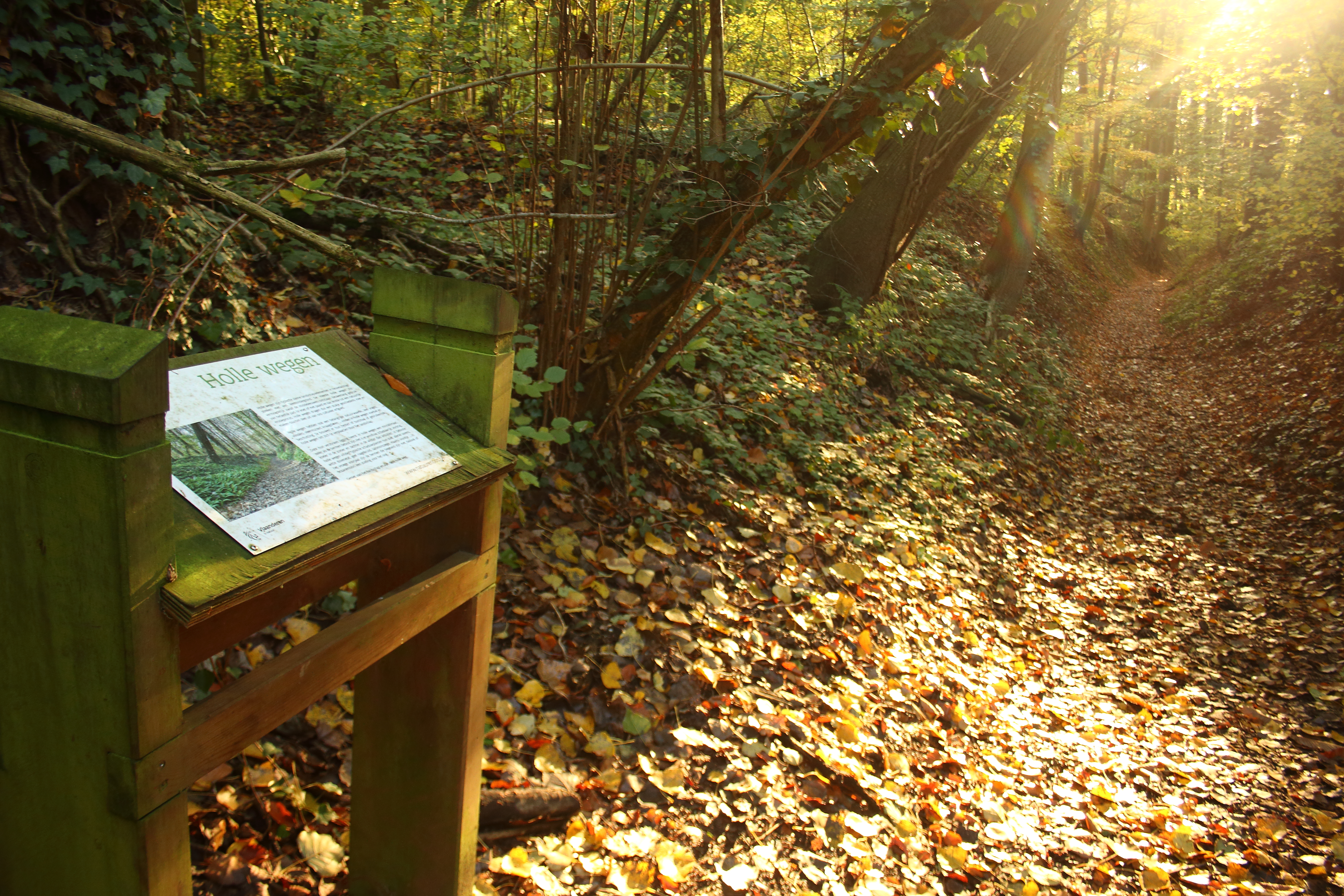
Holle weg in het Neigembos (België)

Een holle weg of grub(be) is een weg die is uitgesleten door uitspoeling door hemelwater of door veelvuldig gebruik (door vee of voertuigen), waardoor de weg tussen twee hellingen ligt.
Holle wegen komen met name voor op lössgronden, bijvoorbeeld langs de randen van stuwwallen in Oost-Nederland (Veluwe, Liemers, Achterhoek, Salland en omgeving Nijmegen), in het zuidelijk deel van Nederlands en Belgisch Limburg, in het Land van Herve, het Pajottenland en in de Vlaamse Ardennen. Het Krijtlandpad in het Zuid-Limburgse Heuvelland is een wandelroute die over diverse holle wegen voert. Kalk uit het moedermateriaal löss lost in regen deels op en slaat vervolgens lager in het profiel neer. Zo worden de löss-deeltjes in verticale richting aan elkaar gekit. Hierdoor kunnen de in löss gevormde dalen en holle wegen vaak steile wanden hebben.
Holle wegen in wijnbouwgebieden zijn door hun hoogteverschillen bij uitstek geschikt om de kelders te graven voor het lageren van wijn, zoals in grote aantallen in Hongarije.
Holle wegen speelden soms een rol bij veldslagen en belegeringen, omdat ze een mogelijkheid boden om troepen ongezien te verplaatsen. Bekend is de holle weg bij Ohain, die in 1815 een rol speelde in de Slag bij Waterloo. Victor Hugo beschreef die episode in zijn roman Les Misérables.

## Voorbeelden
Voorbeelden van holle wegen in Nederland en België zijn:
- de Holleweg in Wageningen;
- de Oude Holleweg (en de Nieuwe Holleweg) tussen Beek en Berg en Dal;
- de Holleweg in Milsbeek op de grens tussen Nederland en Duitsland, gaat over in de Neutraleweg;
- de Diepe Straten in Ninove;
- de Kollenberg, gelegen op de gelijknamige heuvel tussen de Sint-Rosakapel en het centrum van Sittard;
- de Sibbergrubbe en andere holle wegen rondom Valkenburg;
- het Gerendal tussen Scheulder en Schin op Geul (in feite een lange, vertakte holle weg);
- de holle weg over de heide bij Allardsoog, Friesland;
- het complex van holle wegen op het leemplateau boven de Tangebeekvallei, zie Kassei (Vilvoorde).
- de Bovenbosstraat in Haasrode

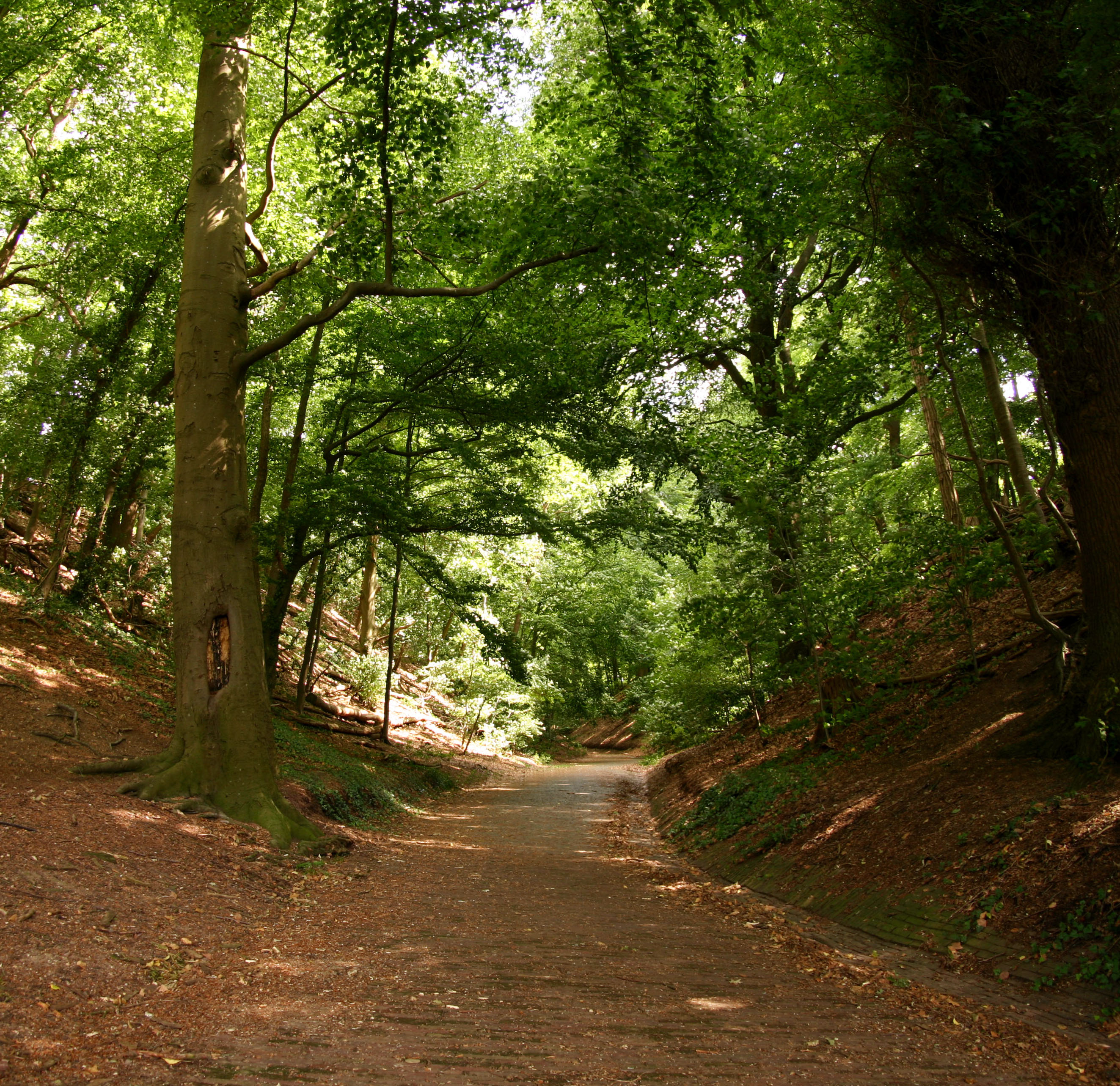
Holleweg in Wageningen (NL)
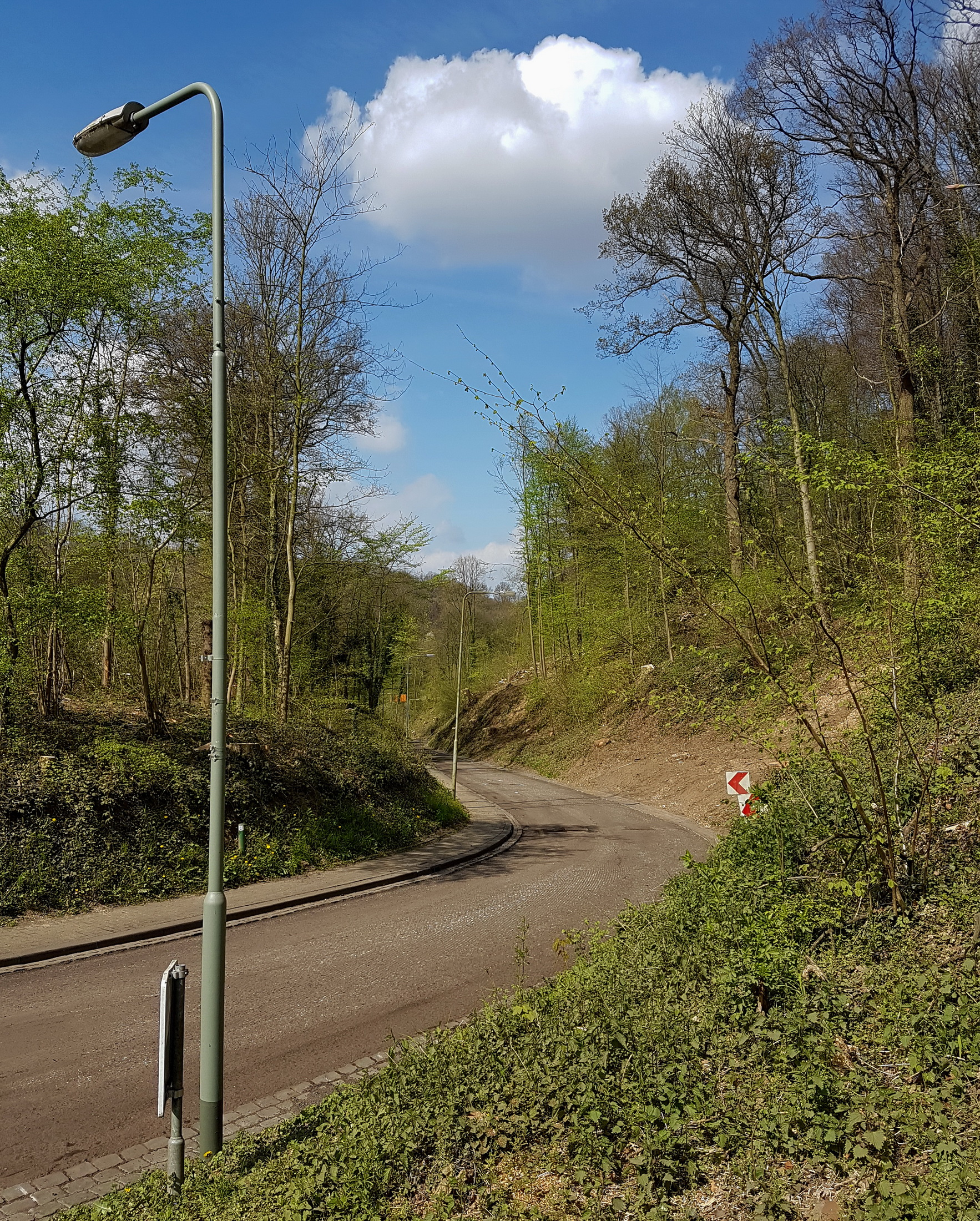
Sibbergrubbe tussen Sibbe en Valkenburg (NL)
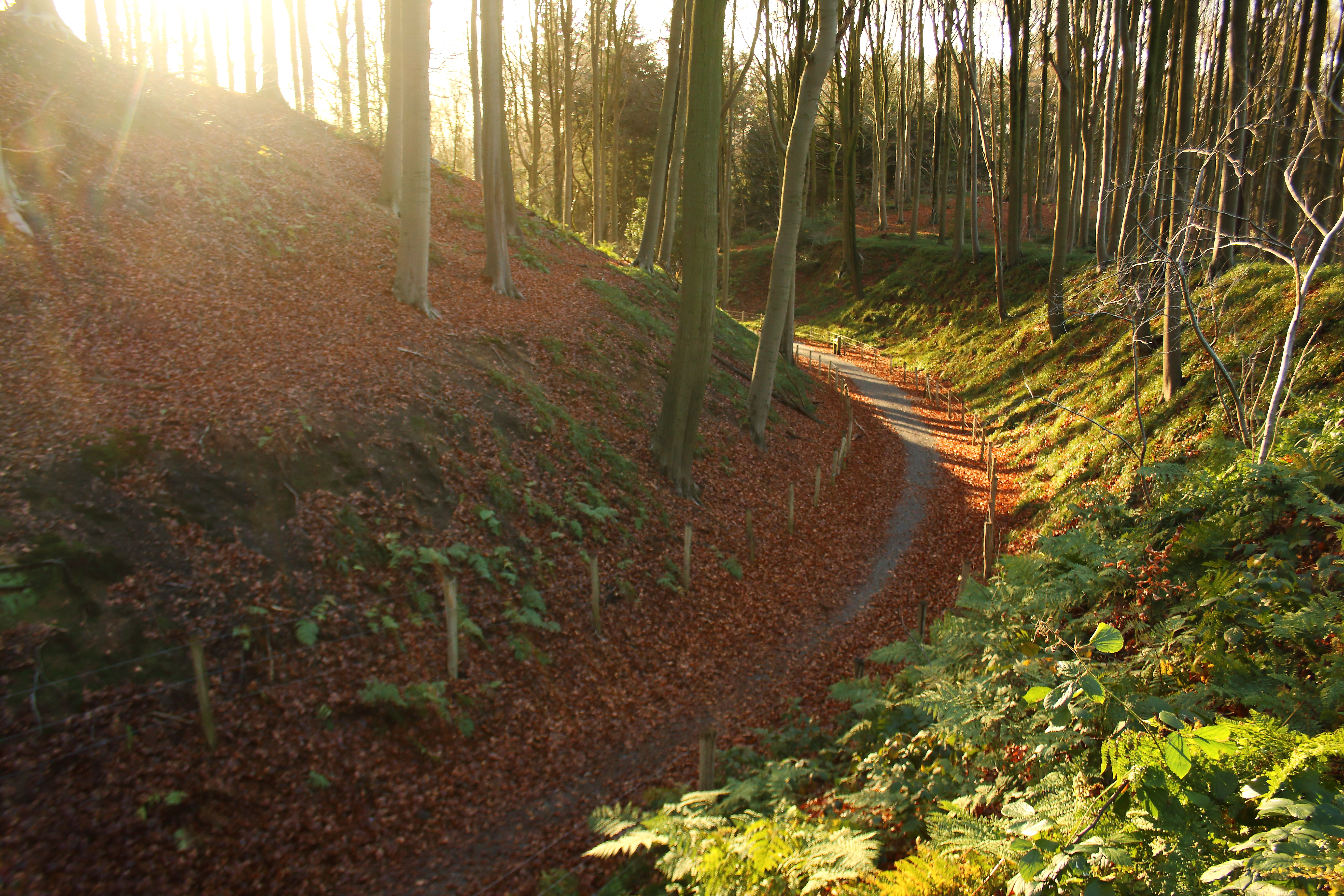
Holle weg in het Muziekbos in Ronse (B)
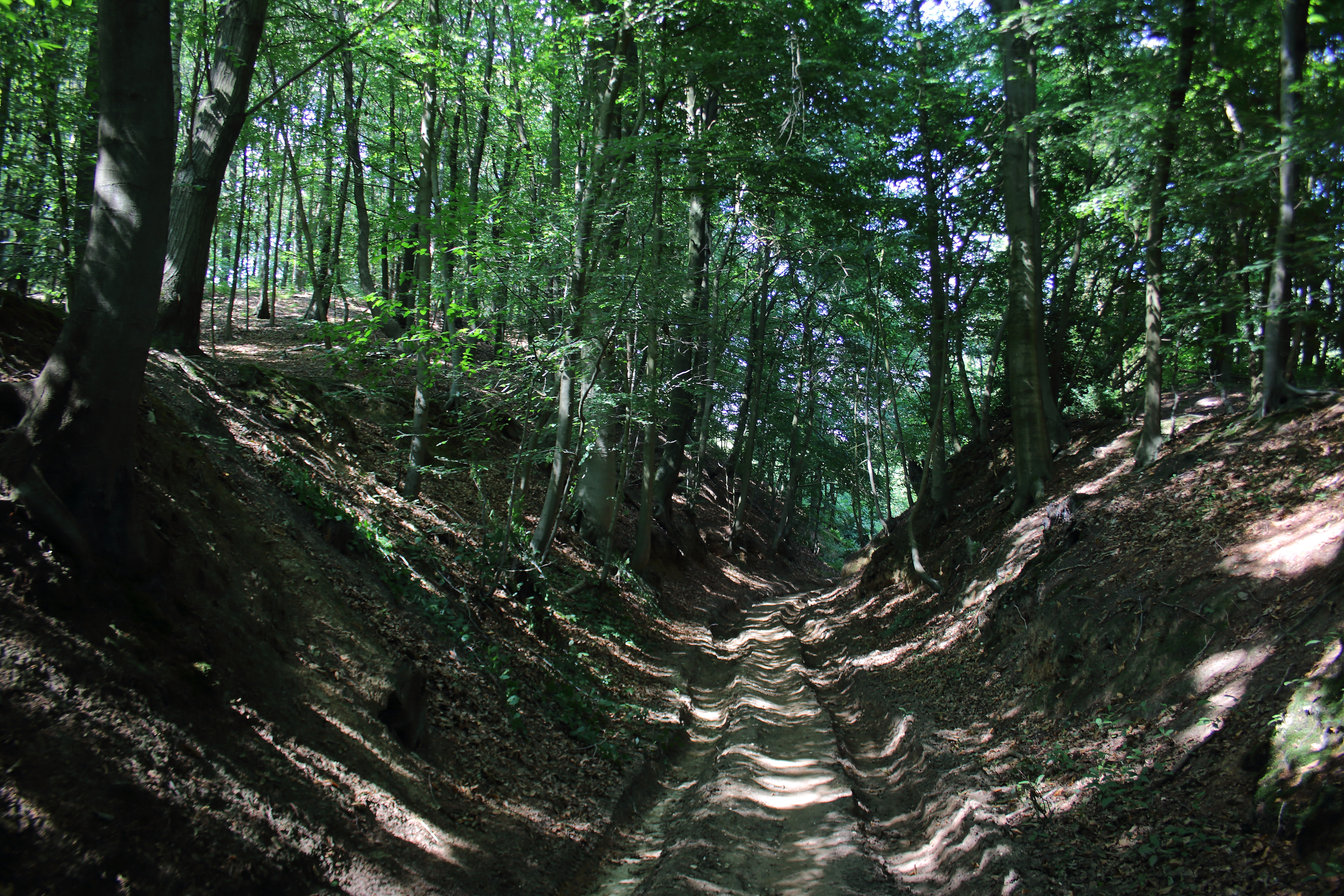
Holle weg in het Pottelbergbos in Flobecq (B)
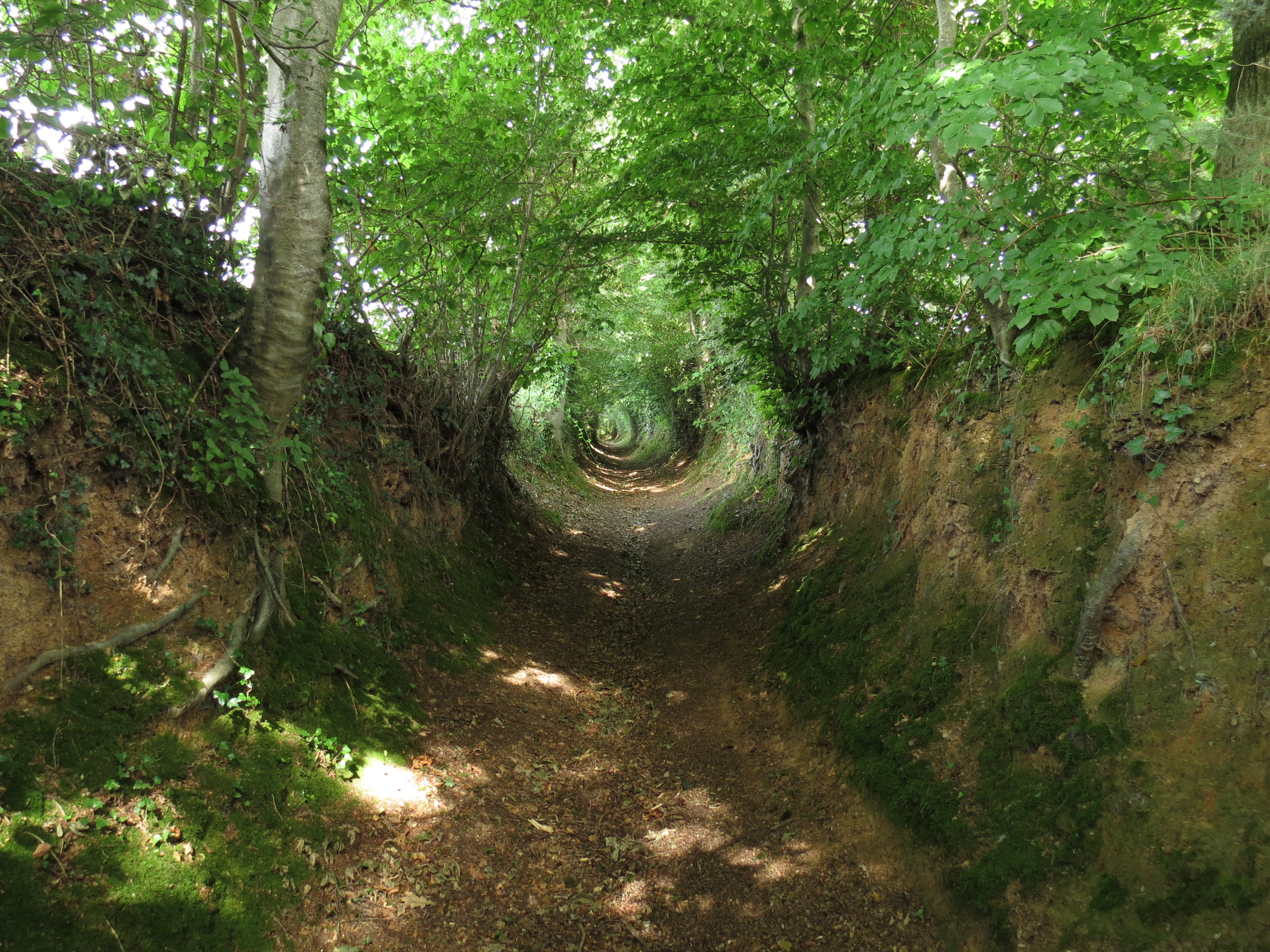
Holle weg in La Meauffe (Fr)
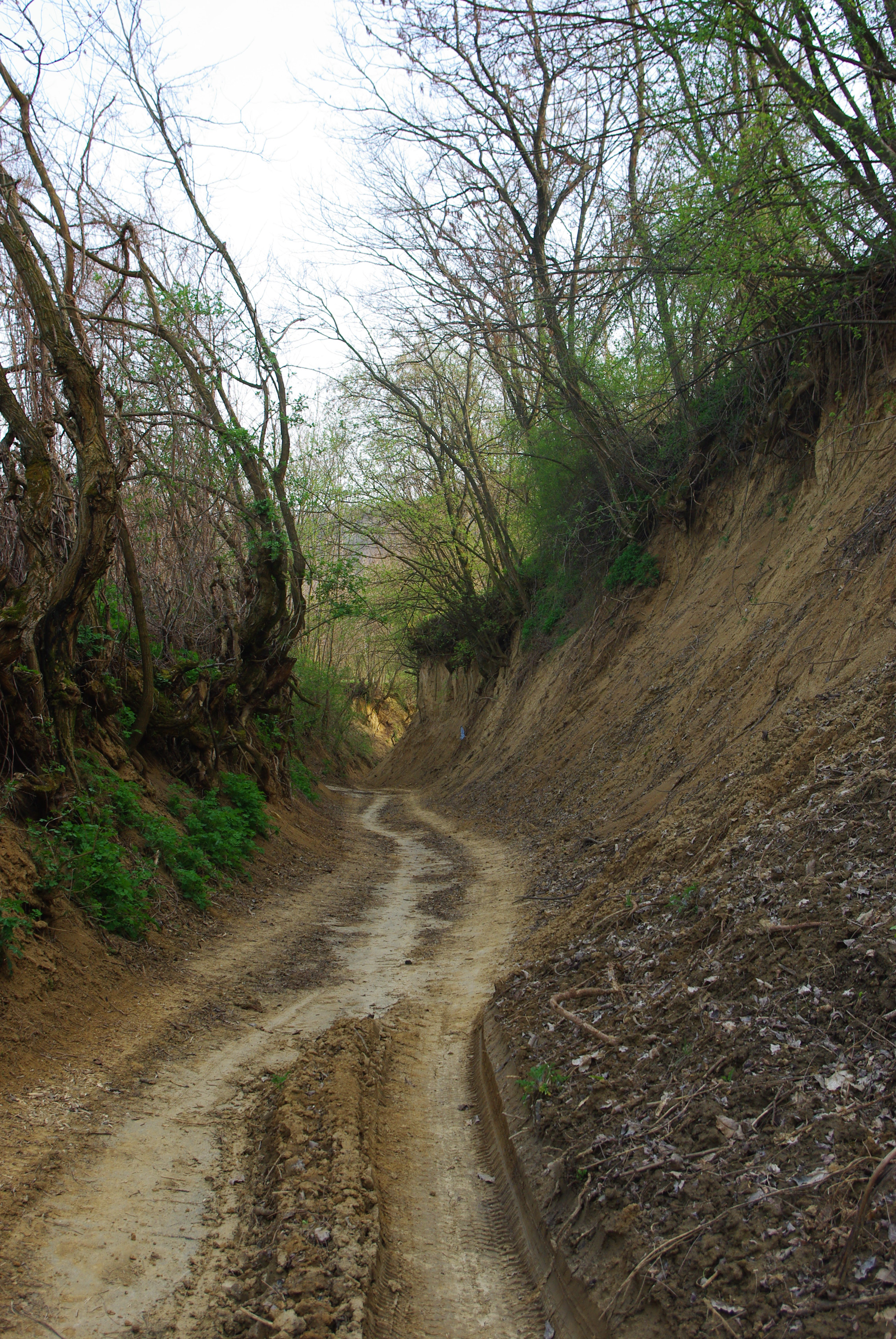
Holle weg in Hongarije